# Tag Team Wrestling
Tag Team Wrestling, i Japan känt som The Big Pro Wrestling! (ザ・ビッグプロレスリング?), är ett arkadspel från 1983, baserat på professionell fribrottning, utgivet av Data East och utvecklat av Technōs Japan.

### Fotnoter
1. 1 2  ”Tag Team Wrestling”. NES DB. 31 maj 1986. Arkiverad från originalet den 27 juni 2014. https://archive.is/20140627212013/http://www.nesdb.se/game_more.php?id=1424&rid=4. Läst 27 juni 2014.